# UFO (singel Roxen)
UFO – singel rumuńskiej piosenkarki Roxen. Singel został wydany 10 lutego 2022.
Kompozycja znalazła się na 2. miejscu listy AirPlay – Top, najczęściej odtwarzanych utworów w polskich rozgłośniach radiowych.
We wrześniu 2022 nagranie w Polsce uzyskało certyfikat złotej płyty.

## Powstanie utworu i historia wydania
Za tekst odpowiada Theea Miculescu, a za muzykę Achi.
Singel ukazał się w formacie digital download 10 lutego 2022 w Polsce za pośrednictwem wytwórni płytowej Warner Music Poland, a poza Polską dzięki Global Records.

## „UFO” w stacjach radiowych
Nagranie było notowane na 2. miejscu w zestawieniu AirPlay – Top, najczęściej odtwarzanych utworów w polskich rozgłośniach radiowych. Utwór dotarł także na 2. miejsce w zestawieniu AirPlay – Nowości, najpopularniejszych najnowszych utworów odtwarzanych w polskich rozgłośniach radiowych.

## Teledysk
Do utworu powstał teledysk tekstowy wykonany przez Mihaia Sighinasa, który udostępniono w dniu premiery singla za pośrednictwem serwisu YouTube. Do 4 lipca 2023 klip odtworzono ponad 7,7 miliona razy.

## Lista utworów
- Digital download[4]

1. „UFO” – 2:51

## Notowania

### Pozycje na listach airplay
| Kraj   | Lista (2022)      | Najwyższa pozycja |
| ------ | ----------------- | ----------------- |
| Polska | AirPlay – Top     | 2                 |
| Polska | AirPlay – Nowości | 2                 |